# Astrit Beqiraj

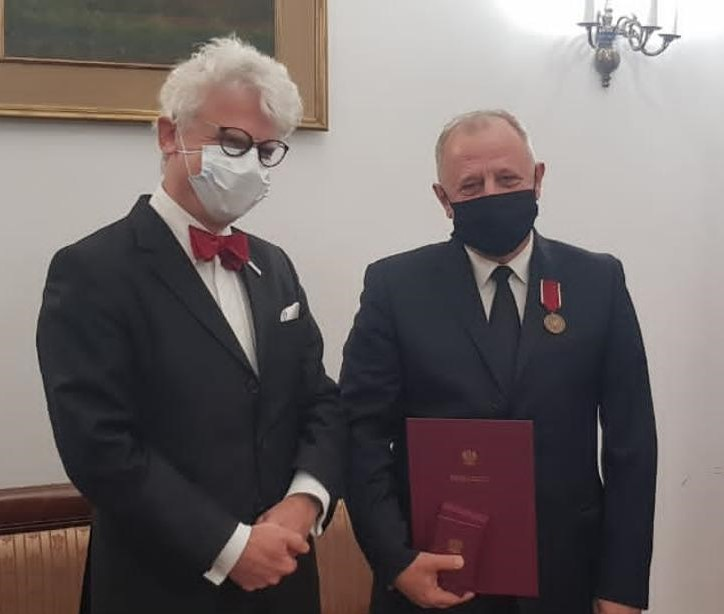
Astrit Beqiraj (z prawej) z Ambasadorem RP w Albanii Karolem Bachurą na uroczystości wręczenia odznaczenia (2020)

Astrit Beqiraj (ur. 1957 we Wlorze) – albański tłumacz i publicysta, do 2023 pracownik ambasady RP w Tiranie. Autor przekładów literatury polskiej na język albański.

## Życiorys
Przyszedł na świat w Albanii w 1957. Studiował literaturę albańską na Uniwersytecie Tirańskim. Pracował w Radiu Tirana, a także jako lektor języka albańskiego na Uniwersytecie Mikołaja Kopernika w Toruniu. Przetłumaczył na język albański m.in. cztery książki Ryszarda Kapuścińskiego: Cesarza (wydania: 1998 i 2012), Imperium (trzy wydania: 2000, 2005 i 2013), Podróże z Herodotem (2013) i Ten Inny. Przetłumaczył także książkę Jadąc do Babadag autorstwa Jerzego Stasiuka oraz O podróżach w czasie autorstwa Czesława Miłosza. W 2019 na albańskim rynku wydawniczym ukazały się dwie książki polskiej noblistki Olgi Tokarczuk które przetłumaczył: Gra na wielu bębenkach i Prowadź swój pług przez kości umarłych. W 2021 przetłumaczył książkę Janusza Korczaka Józki, Jaśki i Franki. Jego najnowszym tłumaczeniem jest Empuzjon Olgi Tokarczuk, książka ta miała swoją premierę w Albanii w styczniu 2024. Był wieloletnim pracownikiem ambasady RP w Tiranie, gdzie pracował na stanowiskach specjalisty ds. dyplomacji publicznej oraz tłumacza, od 2023 na emeryturze.

## Książki tłumaczone
- 1998: Ryszard Kapuściński, Perandori
- 2000: Ryszard Kapuściński, Imperium
- 2006: Andrzej Stasiuk, Rrugës për në Babagad
- 2011: Adam Michnik, Në kërkim të sensit të humbur
- 2011: Czesław Miłosz, Mbi udhëtimet në kohë
- 2013: Ryszard Kapuściński, Udhëtime me Herodotin
- 2013: Czesław Miłosz, Në bregun tjetër të lumit
- 2017: Ryszard Kapuściński, Tjetri
- 2018: Janusz Korczak, Mbreti i fëmijëve të botës
- 2018: Tadeusz Różewicz, Përmbledhje poezish
- 2019: Janusz Korczak, Falimentimi i Xhekut të vogël
- 2019: Olga Tokarczuk, Sonatë për shumë tamburë
- 2020: Olga Tokarczuk, Kaloje plugun mbi kockat e të vdekurve
- 2021: Janusz Korczak, Juzhkët, Jashkët dhe Frankët : pushimet verore
- 2022: Henryk Sienkiewicz, Përmbytja
- 2023: Olga Tokarczuk, Empuzion: horror natyropatik

## Odznaczenia i nagrody
- Złoty Krzyż Zasługi (za zasługi w działalności na rzecz popularyzowania polskiej literatury i kultury za granicą, 24 kwietnia 2024)[8][9]
- Srebrny Medal „Zasłużony Kulturze Gloria Artis” (2013)[10]
- Nagroda Polonicum (2018)[11][12]
- Odznaka Honorowa „Bene Merito” (2020)[13]